# Алексопольський повіт

Карта Катеринославського намісництва, 1792 року, з поділом на повіти

Алексопольський повіт (рос. Алексопольский уезд) — адміністративна територіальна одиниця Російської імперії у 1783–1796 роках. Центр — повітове містечко Алексополь (нині — селище міського типу Нехвороща).

## Історія
У 1783 року містечко Нехвороща Полтавського полку стала повітовим центром новоствореного Катеринославського намісництва Новоросійської губернії (губернське місто — Кременчук) та одержала статус міста і з того часу стала називатись Алексополем, на честь російського шеф-генерал-майора Федора Алексополя.
До Алексопольського повіту входили крім самого міста Алексополь, містечка Старі Санжари, Нові Санжари, Китайгород, Маячка, Царичанка, Кишеньки (усього сім), 31 село та 224 присілка (села, які не мали церков), разом — 269 поселень. Він посідав друге місце по кількості поселень серед 15 повітів намісництва після Полтавського повіту.
Тоді ж Алексополь (Нехвороща) мав населення 2675 душ — 1390 чоловічої статі та 1285 жіночої, було 450 приватних дерев'яних будинків та 4 дерев'яних казенних, 3 церкви. У 1796 р. центр повіту перенесено до Царичанки, яку названо Алексополем ІІ.